# Municipio de Ingalls (Carolina del Norte)
El municipio de Ingalls (en inglés: Ingalls Township) es un municipio ubicado en el  condado de Avery en el estado estadounidense de Carolina del Norte. En el año 2010 tenía una población de 2.930 habitantes.

## Geografía
El municipio de Ingalls se encuentra ubicado en las coordenadas 35°57′51.11″N 82°0′28.25″O / 35.9641972, -82.0078472.